# Ally Prisock
Ally Prisock (Fontana, California; 18 de enero de 1997) es una futbolista estadounidense. Juega como defensora y su último equipo fue el Houston Dash de la National Women's Soccer League de Estados Unidos.
En 2019, Prisock fue elegida por el Houston Dash en el 12.º turno del draft universitario de la NWSL.

## Clubes
| Club                  | País           | Año         |
| --------------------- | -------------- | ----------- |
| Houston Dash          | Estados Unidos | 2019 - 2021 |
| GPSO 92 Issy (cedida) | Francia        | 2021 - 2022 |
| Houston Dash          | Estados Unidos | 2022 - 2023 |